# De droom van de ridder
De droom van de ridder is een temperaschilderij van de Italiaanse schilder Rafaël Santi, geschilderd in circa 1504. Het hangt in de National Gallery te Londen.

## Thema
Het thema van het schilderij is controversieel, sommige autoriteiten zeggen dat Publius Cornelius Scipio Africanus maior afgebeeld is op het doek die droomt tussen het kiezen van Deugd (degene bij het rotsachtig pad) of Plezier (in lossere gewaden). Echter zijn de twee vrouwelijke figuren niet gepresenteerd als concurrenten. Ze kunnen ook de ideale attributen van een ridder vertegenwoordigen. Het boek, zwaard en bloem die ze vasthoudt kan ook suggereren dat ze de idealen van een geleerde, soldaat en geliefde vertegenwoordigen.

## Diptiek
Volgens kunsthistoricus Erwin Panofsky is het werk mogelijk een diptiek samen met De drie gratiën, dat dezelfde maten heeft en dat nu in het kasteel van Chantilly hangt.